# Rhabdocoma articulata
Rhabdocoma articulata är en rundmaskart som beskrevs av Gerlach 1955. Rhabdocoma articulata ingår i släktet Rhabdocoma och familjen Trefusiidae. Inga underarter finns listade i Catalogue of Life.